# Депортес Копьяпо
«Депо́ртес Копьяпо́» (исп. Club de Deportes Copiapó) — чилийский футбольный клуб из города Копьяпо. В настоящий момент он выступает в Примере B, втором по силе дивизионе страны.

## История
Клуб был основан 9 марта 1999 года и начал выступать в Терсере Дивисьон. В 2000, 2001 и 2002 годах клуб добивался выхода в финальные матчи Терсеры, играя соответственно против «Унион Ла-Калеры», «Лоты Швагер» и «Маллеко Унидо». В последнем случае «Депортес Копьяпо» удалось победить и завоевать продвижение в Примеру B.
По итогам сезона 2012 клуб вылетел из Примеры B, но спустя сезон смог вернуться обратно.

## Достижения
- Победитель Третьего дивизиона Чили (1): 2002